# Правило Гольдшмідта
Правило Гольдшмідта полягає в тому, що повний ізоморфізм можливий лише між атомами, йонні радіуси яких різняться на 10-15 %.

## Загальна характеристика
Правило було відкрите в 1926 році і названо на прізвище його відкривача — Віктора Моріца Гольдшмідта.
Правило визначає координаційне число катіона залежно від відношення радіуса катіона до радіуса аніона.